# Semicytherura biciemmei
Semicytherura biciemmei is een mosselkreeftjessoort uit de familie van de Cytheruridae. De wetenschappelijke naam van de soort is voor het eerst geldig gepubliceerd in 1991 door Ruggieri.